# موسیقی نویز
موسیقیِ نویز (به انگلیسی: Noise music) یک زیرسبک در موسیقی مدرن است. این عنوان که با موسیقی تجربی به صورت هم‌ارز استفاده می‌شود، مؤلفه‌های کلاسیکِ موسیقی، همچون نت را به صورت نسبی یا به‌طور کامل با نویز (ارتعاش یا سروصدا) جایگزین می‌کند. از این روی از به‌کارگیری ملودی و بسته به سازندهٔ اثر، از ریتم نیز، در این سبک از موسیقی تا حدودی و در موارد بسیاری مورد صرف‌نظر قرار می‌گیرد.

## نشانه‌شناسی
با وجود استفاده از واژهٔ نویز [ارتعاش/سر و صدا یا نوفه] باید توجه داشت که سبک نویز به هیچ روی با سبک کلاسیک‌نویز - به‌طور مثال ساب ژانرهای: Bruitismus یا Musique concrète- دارای ارتباط نمی‌باشد. در کلاسیک‌نویز، سر و صداهای واقعی، از جمله صدای ضبط شده از لوکوموتیو، ماشین، موتور و غیره با سازهای کلاسیک هم آمیخته (تلفیق) می‌شدند. اما باید توجه داشت که این سر و صداها، به ویژه در سبک Bruitism، در مقایسه با صدای سازهای کلاسیک استفاده شده، از روی عمد دارای کیفیت موسیقایی کمتری بودند، چرا که آنچه در اصل مورد نظر بود بازنمایی ی دوبارهٔ نمادهای مدرنیسم، همچون لوکوموتیو، اتومبیل و به‌طور کلی ماشینیزم بود و نه خودِ آن سر و صداها به مثابه موسیقی.
بر خلاف کلاسیک‌نویز، تمرکز اصلی و نقطه کلیدی در سبک نویز، پرداختن به صداهای انتزاعی ست. صداهایی که تا حد امکان هیچ مرجع و منبعی از جهان خارج برای آن‌ها قابل تصور نباشد. تقریباً تمامی موزیسین‌های نویز در این نکته هم باورند که می‌بایستی در سازهای موسیقی مورد استفاده، طول موج‌هایی را که شکل دهندهٔ نت‌های استاندارد و تداعی‌کنندهٔ سازها یا اشیا بیرونی هستند، حذف کرده ویا تغییر داد. (به‌طور مثال گروه Whitehouse در آغاز فعالیت هنری خود از سینت‌سایزرهای خراب یا به شدت دستکاری شده استفاده می‌کرد). از همین روی بود که بسیاری از گروه‌ها و موزیسین‌های نویز در ابتدا از سازهای متداول در سبک کلاسیک راک که به شدت دستکاری شده و صداهای متداول آنها، آشنایی زدایی شده بود استفاده می‌کردند. اما در اوایل دههٔ هشتاد میلادی سینتی سایزر جایگزین سازهای سبک موسیقی راک شد و در دههٔ ۹۰، کامپیوتر جای سازهای پیشین را گرفت. این جایگزینی و استفاده از کامپیوتر به عنوان ساز، نه تنها به دلیل امکان آفرینش صداها و نویزهای جدید و آبستره توسط کامپیوتر، بلکه پیش تر از آن، توانایی در تولید امواجی به واقع در هم فشرده با چگالی بسیار بالا -مشهور به: Walls of Sound- توسط کامپیوتر بود. «وظیفهٔ نویز نه تنها حمله به گوش‌ها، که یورش به تمام اندام بدن و متأثر کردن مخاطب است» به موازات روش یاد شده، می‌توان به موزیسین‌هایی اشاره کرد که از روی عمد و تحت تأثیر اندیشهٔ DIY از به کار بردن دستگاه‌های مدرن در ساخت موسیقی ی خود صرف‌نظر می‌کنند. به‌طور مثال Daniel Menche که تنها از صداهایی بهره می‌برد که از بدنش تولید شده‌اند.و همینطور فرکیوکو یا FreqCo که درموسیقی خود در حال حاضر تنها از امواج با سمپل بالا استفاده میکند که کد های مورس هم وارد آن کرده.

## ریشه شناسی
هر چند ریشه‌های پیدایش نویز را در ابتدای قرن بیستم می‌توان پیدا کرد اما نویز به عنوان یک سبک در موسیقی، در اواخر دههٔ هفتاد میلادی پایه‌گذاری شد و می‌توان انگلستان را یکی از مراکز مهم در شکل‌گیری ی این سبک از موسیقی به‌شمار آورد. آنجا که در ادامهٔ موجِ کلاسیک-اینداستریل، گروه‌هایی پدید آمدند که همچنان زیر عنوان اینداستریل، به باز تولید زیبایی شناسانهٔ گروه‌هایی همچون Throbbing Gristle یا SPK پرداختند، اما از لحاظ موسیقایی، به تمام، راه دیگری را پیموده و با بهره‌گیری از مفهوم نوپای Power Electronics راه خود را از سبک اینداستریل جدا ساختند.
گروه‌هایی همچون Come, Whitehouse, Nurse with Wound و از ایتالیا Maurizio Bia نمونه‌هایی مطرح از جریان یاد شده‌اند.

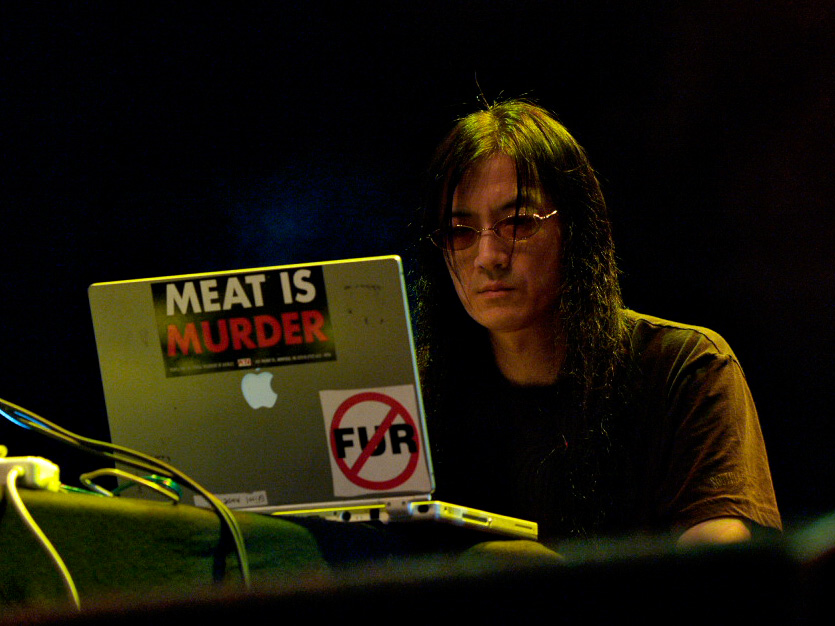

در سال ۱۹۷۹ میلادی، اولین گروهِ ژاپنی ی نویز، پا به عرصهٔ حیات گذاشت و این سرآغازی بود برای مرکزیت بخشیدن به این کشور به
عنوان یکی از مراکز مهم رشد و پیشرفت سبکِ نویز در موسیقی ی مدرن جهان. بسیاری جانمایه و خاستگاه نویز در ژاپن را در جریان‌های موسیقی جز آزاد، کراوت‌راک و بداهه‌پردازی آزاد می‌دانند و دقیقاً از همین روی - بر خلاف مونوتونی (تک‌صدائی) که ویژگی ی سبک Power Electronics است- کلاژهای نویز ژاپنی از چندلایه گی و عمق بهره برده و بیشتر با عنوان یاپانویز شناخته شده‌اند. از لحاظ بررسی ی منطقه‌ای، بسیاری از هنرمندان یاپانویز متعلق به جریان موسوم به Kansaiszene هستند که در حواشی شهرهای اوزاکا و کیوتو شکل گرفته‌است (به‌طور نمونه هنرمندانی چون Hijokaidan و Auschwitz). اما در توکیو نیز جریانی به‌طور موازی فعال بود و شاخص‌ترین چهرهٔ جریان توکیو کسی نیست جز پروژهٔ موفق Merzbow، معروف به پدر ژانر نویز. از دیگر گروه‌های مهم و پیشینی در سبک یاپانویز می‌توان از
Hanatarash, Masonna, K.K. Null و Gerogerigegege یاد کرد که هر یک دارای روش و شیوهٔ خاصی در تولید و اجرای قطعات هستند. دربارهٔ نحوهٔ انتشار باید اشاره کرد که تهیه و پخش بسیاری از آثار، توسط ناشران پستیِ نه چندان شناخته شده صورت می‌گرفت و اجراهای زنده، عموماً بسیار نوآورانه و پرهزینه بود. و نتیجهٔ این روش، پخش آثار بسیار متنوع، اما عموماً بدون ساختار و دسته‌بندی و نظم مرسوم در تهیه یک آلبوم موسیقی، و نیز در تیراژ کم بود. به ویژه Merzbow که با بهره‌گیری از شیوهٔ یاد شده، موفق شد چیزی در حدود بیش از ۵۰۰ آلبوم نویز را منتشر نماید.

## نمونهٔ سبک موسیقی نویز
در سال ۲۰۰۵ میلادی، Maurizio Bianchi آلبوم Blut und Nebel به همراه آن ریمیکسی از ده کوتاه-آلبوم پیشینِ خود را منتشر کرذ:
- Blut Und Nebel, CD 1, Part 1
- Blut Und Nebel, CD 1, Teil 2
- Blut Und Nebel, CD 1, Teil 3

## پروژه‌ها، گروه‌ها
| - Merzbow - Gerogerigegege - The Grey Wolves - FreqCo | - Hanatarash - Massimo - Maurizio Bianchi | - Haus Arafna - P16.D4 - Kevin Drumm - Sutcliffe Jugend - Violent Onsen Geisha |

## پروژه‌های ایرانی
- A Quarter Machine
- Iman Moradpour